# Bronsstatyerna från Riace
Bronsstatyerna från Riace eller Riacebronserna avser ett par skulpturer som dateras till mitten av 400-talet f.Kr. Statyerna är utförda i brons och är 199 cm respektive 198 cm höga. De upptäcktes i havet utanför Riace i Kalabrien i augusti 1972 och förvaras på Museo Nazionale della Magna Grecia i Reggio Calabria. 
Det är inte med säkerhet klarlagt vilka statyerna föreställer, vilket sammanhang de tillverkats för eller vem som utfört skulpturerna. Man tror att de tillverkats i Grekland och vid något tillfälle transporterats till syditalien som då var en del av Magna Graecia. Spekulativt har de tillskrivits såväl Myron och Fidias som Alkamenes. De tillhör de fåtal bronsstatyer som i original bevarats från antikens Grekland och är därmed ett viktigt vittnesbörd om dess skulpturala stil. 
Skulpturerna visar två nakna män med stående kroppsställning där huvudvikten är lagd på ena benet, så kallad kontrapost. Deras ögon är vita och gjorda av kalkspat. Läppar, ögonfransar och bröstvårtor är gjorda av koppar och tänderna av silver. Troligtvis har de ingått i ett större monument. 